# Белл, Мэгги
Мэгги Белл (англ. Maggie Bell — род. 12 января 1945 года в Глазго, Шотландия) — шотландская певица, исполнительница блюз- и хард-рока, получившая известность в группе Stone the Crows, которую образовала вместе с гитаристом Лесли Харви (братом Алекса Харви, лидера Sensational Alex Harvey Band) при непосредственном участии Питера Гранта, менеджера Led Zeppelin.
Наивысшего успеха в UK Singles Chart (#11, 1981) Белл добилась с синглом «Hold Me», записанном в дуэте с Б. А. Робертсоном. Обладательница мощного голоса и яркой харизмы, Мэгги Белл в начале 1970-х годов считалась «шотландской Дженис Джоплин». Не добившись коммерческого успеха, певица вынуждена была довольствоваться любовью блюз-фанатов, уважением критиков и успехом на британской клубной сцене, где она выступает по сей день в составе The British Blues Quintet.

## Дискография

### Альбомы

#### Stone The Crows
- Stone the Crows (1969)
- Ode to John Law (1970)
- Teenage Licks (1971)
- 'Ontinuous Performance (1972)

#### Maggie Bell
- Queen of the Night (1974)
- Suicide Sal (1975)